# Circul glaciar Gavarnie
Circul glaciar Gavarnie este o arie protejată (arie de protecție specială avifaunistică — SPA) din Franța întinsă pe o suprafață de 9.264 ha, integral pe uscat.

## Localizare
Centrul sitului Circul glaciar Gavarnie este situat la coordonatele 42°44′33″N 0°03′36″W / 42.7425°N 0.06°V.

## Înființare
Situl Circul glaciar Gavarnie a fost declarat arie de protecție specială avifaunistică în baza directivei 79/409 din 1979 referitoare la conservarea păsărilor sălbatice pentru a proteja 13 specii de animale.

## Biodiversitate
Situată în ecoregiunea alpină, aria protejată nu include niciun habitat protejat.
La baza desemnării sitului se află mai multe specii protejate de  păsări (13): minunița (Aegolius funereus), acvilă de munte (Aquila chrysaetos), buha (Bubo bubo), șerpar (Circaetus gallicus), ciocănitoare neagră (Dryocopus martius), șoim călător (Falco peregrinus), cocor (Grus grus), zăgan (Gypaetus barbatus), Lagopus mutus pyrenaicus, sfrâncioc roșiatic (Lanius collurio), Perdix perdix hispaniensis, Pyrrhocorax pyrrhocorax,  cocoș de munte (Tetrao urogallus)
Pe lângă speciile protejate, pe teritoriul sitului au mai fost identificate 21 de specii de păsări.